# Асабин, Игорь Юрьевич
Игорь Юрьевич Асабин (род. 13 декабря 1968, Уральск, Западно-Казахстанская область, КССР, СССР) — российский политический и государственный деятель. Кандидат исторических наук. Глава городского округа Саранск с 29 декабря 2021 по 17 июля 2024 года.

## Биография
Игорь Юрьевич Асабин родился 13 декабря 1968 года в Уральске, Западно-Казахстанской области Казахстана. В 1995 году в Саранске окончил Московский университет потребкооперации. А в 2004 году получил диплом с отличием Поволжского института управления имени П. А. Столыпина (раньше — Поволжской академии госслужбы им. Столыпина). С 2002 по 2006 год являлся аспирантом НИИ гуманитарных наук при правительстве Республики Мордовия. Кандидат исторических наук. В мае 2021 года окончил РАНХиГС в Высшей школе госуправления.
Трудовую деятельность начал в 1988 году в должности слесаря на Куйбышевском МПО им. Фрунзе (г. Самара). С 1992 по октябрь 2004 года занимал руководящие посты в коммерческих структурах. С апреля 2005 по март 2013 года работал в ЗАО «Торговый Дом АМО ЗИЛ» — начальником отдела, затем — директором по работе с федеральными ведомствами. С марта 2013 по февраль 2021 года — заместитель гендиректора Государственной транспортной лизинговой компании.
С 2007 по 2021 год был помощником депутата Госдумы России Сергея Попова.
29 декабря 2021 года избран главой городского округа Саранск.
17 июля 2024 года ушёл в отставку с должности мэра Саранска по собственному желанию.

## Личная жизнь
Женат. Воспитывает двоих детей.

## Награды
- Медаль «За безупречный труд и отличие» III степени;
- Почётная грамота Министерства транспорта Российской Федерации «За большой вклад в развитие и совершенствование транспортной отрасли»[4].